# Yolanda Adams
Yolanda Adams, (ur. 27 sierpnia 1961 w Houston w Teksasie) – amerykańska wokalistka gospelowa.
W roku 2009 magazyn Billboard ogłosił ją pierwszym artystą gospel ostatniej dekady, a jej album „Mountain High...Valley Low” zyskał miano najlepszej płyty gospel.

## Początki
W połowie lat osiemdziesiątych Yolanda Adams pracowała jako nauczycielka w szkole w Houston i od czasu do czasu jako modelka.
Jej matka studiowała muzykę, tak więc Adams dorastała słuchając jazzu, muzyki poważnej, jak i artystów gospel takich jak James Cleveland i The Edwin Hawkins Singers, a także wokalistów R&B jak Stevie Wonder czy Nancy Wilson.
Debiutowała jako solistka w chórze gospel Southeast Inspirational Choir związanym z Kościołem Bożym w Chrystusie, gdzie została zauważona przez Thomasa Withfielda z wytwórni muzycznej Sound of Gospel Records. W 1987 roku właśnie ta wytwórnia wydała jej debiutancki album “Just as I Am”.
Początkowo była krytykowana w społeczności chrześcijańskiej za zajmowanie się świecką muzyką i modą równocześnie z muzyką na motywach gospel. Jednak rozwój popularnej w szerokich kręgach muzyki gospel w połowie lat dziewięćdziesiątych postawił ją w świetle reflektorów. Adams odbyła trasę z Kirk Franklin and the Family, a jej album z 1996 “Yolanda Live in Washington” został nominowany do nagrody Grammy. Za nim poszedł album “Songs from the Heart” w 1998.

## Muzyczny przełom
Wydany w 1999 roku album “Mountain High Valley Low” umożliwił Adams dotarcie do widowni spoza kręgów gospel. Rok po wydaniu album pokrył się platyną, a Adams zdobyła swoją pierwszą nagrodę Grammy w kategorii Najlepszy Album Soul Gospel. Single takie jak „Open My Heart”, „Yeah” czy „Fragile Heart” stały się bardzo popularne w wielu amerykańskich stacjach radiowych.
W 2000 roku Adams wydała gwiazdkowy album “Christmas with Yolanda Adams”. Album live “the Experience” pojawił się w następnym roku i zdobyło nagrodę Grammy.
Kolejny album “Believe”, wydany w 2001 roku, zawiera hity „Never Give Up” oraz „I'm Gonna Be Ready”. W tym roku Adams została pierwszą lauretką American Music Awards w kategorii „Najbardziej inspirujący artysta”.
W 2003 roku Adams nagrała piosenkę „I Believe” do filmu Honey z Jessicą Albą.
W 2005 roku Adams wydała album „Day by Day”, zawierający hity „Someone Watching Over You”, „Victory” oraz „Be Blessed”. Za dwa ostatnie została nagrodzona nagrodami Grammy w kategoriach odpowiednio: „Najlepsze Wykonanie Gospel” oraz „Najlepsza Piosenka Gospel”.
W 2007 roku wydany został drugi świąteczny album – „What a Wonderful Time”.

## Obecnie
Yolanda Adams jest w trakcie pracy nad nowym albumem, który ma zostać wydany w 2011 roku. Prowadzi także popularny poranny program radiowy „The Yolanda Adams Morning Show”.
Adams pojawiła się na rozdaniu nagród muzycznych Grammy w 2011 roku, gdzie wystąpiła razem z Christiną Aguilerą, Jennifer Hudson, Martiną McBride oraz Florence Welch w występie zadedykowanym Królowej Soulu, Arethy Franklin. Adams wykonała „Spirit in the Dark” – hit Franklin z 1970 roku. Przy wielu okazjach, Aretha Franklin nadmieniała, że „szczególnie się jej podobał” występ Adams.